# Mihály Vasas
Mihály Vasas (Békéscsaba, 14 settembre 1933) è un ex calciatore ungherese, di ruolo attaccante.

## Palmarès

### Giocatore

#### Competizioni internazionali
- Coppa Mitropa: 1

MTK Budapest: 1963